# Lehtojärvi (Jukkasjärvi socken, Lappland, 754388-174844)
Lehtojärvi är en sjö i Kiruna kommun i Lappland och ingår i Torneälvens huvudavrinningsområde. Lehtojärvi ligger i Torneträsk-Soppero fjällurskog Natura 2000-område.